# Thirteen Senses
Thirteen Senses ist eine Indie-Rock-Band aus Cornwall (England).
Der melancholische gefühlvolle Gitarrensound ihres Debüts "The Invitation" erinnert vom Klang her an andere britische Bands wie Coldplay, Starsailor, Keane oder auch an die isländische Band Sigur Rós. Am größten dürfte jedoch die musikalische Nähe zur Band Feeder sein. Die Songs der Thirteen Senses stecken voller Gefühl, Melodie und verträumter Atmosphäre.

## Mitglieder
- Will South (Gesang/Gitarre/Piano)
- Tom Welham (Gitarre)
- Adam Wilson (Bass)
- Brendon James (Schlagzeug)

## Werdegang
Thirteen Senses begannen als Schülerband unter dem Namen "Soul Magician". Sie veröffentlichten eine EP mit vier Titeln unter dem Namen "Inside A Healing Mind". Danach folgte eine weitere EP mit dem Namen "No Other Life Is Attractive" mit fünf Titeln. Das erste Album von Thirteen Senses war "Falls In The Dark". Als eigentliches erstes Album gilt aber "The Invitation". Vier Lieder davon waren auch auf "Falls In The Dark".
Thirteen Senses veröffentlichten im März 2004 ihre erste Single Thru The Glass. Aber erst mit der Nachfolgesingle Do No Wrong gelang der Band im Juni 2004 erstmals der Sprung in die britischen Singlecharts (Platz 38). Einen ähnlichen Erfolg landete die Band mit dem Titel Into The Fire (Platz 35), der unter anderem in der Pilotfolge von Grey’s Anatomy gespielt wurde.
Den kommerziellen Durchbruch schafften Thirteen Senses im Januar 2005 mit der Wiederveröffentlichung ihrer Debütsingle. Daraufhin erschien "The Invitation" auch in Deutschland.
Im April 2007 erschien das zweite Album Contact, begleitet durch die neue Single All The Love In Your Hands. 
Nach einer längeren Pause veröffentlichte die Band im August 2024 ihr neues Album The Bound and the Infinite.

## Diskografie

### Alben
- Falls In The Dark (2004)
- The Invitation (2004)
- Contact (2007)
- This Is An Order (2009)
- Crystal Sounds (2010)
- A Strange Encounter (2014)
- The Bound and the Infinite (2024)

### Singles
- Thru The Glass (2004, 2005 wiederveröffentlicht)
- Do Not Wrong (2004)
- Into The Fire (2004)
- The Salt Wound Routine (2005)